# Joop Doodeheefver
Johannes Christoffel (Joop) Doodeheefver (Amsterdam, 6 juni 1924 – ?, 2001) was een Nederlands kunstschilder en illustrator.

## Leven en werk
Joop Doodeheefver was een zoon van Hendrik Petrus (Piet) Doodeheefver (1898-1971) en Gerritje Johanna Wesselink (1891-1933). Zijn grootvader was medeoprichter van Rath & Doodeheefver, een behangselfabriek waarvan Joops vader in 1914 directeur werd. In 1932 verhuisde het gezin van Amsterdam naar Hilversum. Joop werd opgeleid op het atelier van Nel Fernhout en werkte 30 jaar als ontwerper-colorist bij Rath & Doodeheefver. Hij trouwde in 1945 met beeldhouwster Truus Kremer (1928-2004). Zij woonden in Amsterdam tot zij in 1973 naar Aalten verhuisden, waar Joop vooral als landschapsschilder actief was. Hij exposeerde onder meer met zijn vrouw in het gemeentehuis van Haaksbergen (1984), Museum Freriks (1987) in Winterswijk en in het Kunsthuis van het Oosten in Enschede (1992).

## Enkele werken
- 1974: illustraties voor De Freule van Dorth van Ben Bekker. 2e druk. Naarden: Strengholt.[7]

- RKD-Nederlands Instituut voor Kunstgeschiedenis: 125385